# Bonaventura Hahn

Medaille auf Bonaventura Hahn, 1596

Bonaventura Hahn (* 1550 in Glogau, Fürstentum Glogau; † 29. Juni 1602 in Olmütz, Markgrafschaft Mähren) war gewählter Fürstbischof von Breslau. Seine Wahl wurde vom böhmischen Landesherrn Kaiser Rudolf II. nicht anerkannt.

## Herkunft und Werdegang
Bonaventura Hahns Vater war Rektor der Glogauer Stadtschule und später bischöflicher Kanzler in Breslau. Nach dem Besuch des Neisser Gymnasiums studierte er an der Universität Wien. 1571 promovierte er an der Universität Ingolstadt zum Doktor der Philosophie.
1574 wurde er Breslauer Kanoniker und unternahm 1575 als Beauftragter des Bischofs Andreas von Jerin eine Reise nach Rom. Dort studierte er als Alumne des Collegium Romanum Katholische Theologie und empfing 1577 in der Laterankirche die Priesterweihe. 1578 promovierte er in Bologna zum Doktor beider Rechte.

## Gewählter Fürstbischof von Breslau
Nach dem Tode des Bischofs Andreas von Jerin wählte das Breslauer Domkapitel 1596 Bonaventura Hahn als dessen Nachfolger, obwohl Kaiser Rudolf II. Paul Albert vorgeschlagen hatte. Daraufhin erklärte der Kaiser die Wahl für ungültig. 1599 musste Bonaventura zurücktreten, und der kaiserliche Kandidat Paul Albert wurde am 5. Mai des Jahres zu seinem Nachfolger gewählt. Papst Clemens VIII. bestätigte Paul Alberts Wahl am 19. Mai 1599.